# Championnat de France de basket-ball de deuxième division 1996-1997
Navigation
Saison précédente Saison suivante
Le championnat de Pro B de basket-ball est le deuxième plus haut niveau du championnat de France masculin de basket-ball. Seize clubs participent à la compétition.
L'équipe qui termine première de la saison régulière accède à la Pro A.
À la fin de la saison régulière, les équipes classées de 1 à 8 participent aux quarts de finale des playoffs. Le vainqueur des playoffs est déclaré Champion de France de Pro B.
Les équipes classées 15e et 16e de Pro B descendent en Nationale masculine 2.
Cette saison fut outrageusement dominée par les Spacer's Toulouse, déclarés favoris à la montée en Pro A par leurs pairs et par eux-mêmes en début de saison. L'équipe dirigée par Pierre Galle confirme et termine seulement avec 3 défaites en 30 rencontres et en possédant les meilleures attaque et défense.
À l'issue des playoffs, Maurienne SB est déclaré Champion de France de Pro B.

## Clubs participants
| Clubs                | Salles (Capacités)                                                     | Villes               |
| -------------------- | ---------------------------------------------------------------------- | -------------------- |
| Angers BC            | Salle Jean Bouin (3000 places)                                         | Angers               |
| JL Bourg             | Salle des Sports (2300 places)                                         | Bourg-en-Bresse      |
| Étendart Brest       | Salle Marcel Cerdan (2000 places)                                      | Brest                |
| Caen Horses          | Palais des sports (3 000 places)                                       | Caen                 |
| ESPE Châlons         | Palais des sports Pierre-de-Coubertin (2 781 places)                   | Châlons-en-Champagne |
| AS Golbey-Épinal     | Palais des Sports (1200 places)                                        | Épinal               |
| Hyères Toulon VB     | Espace 3000 (2 500 places)                                             | Hyères               |
| STB Le Havre         | Gymnase Gabriel Beauville (1000 places)                                | Le Havre             |
| Maurienne SB         | Gymnase du collège (1 200 places)                                      | Aiguebelle           |
| Hermine Nantes       | Palais des sports de Beaulieu (5000 places)                            | Nantes               |
| Poissy Chatou Basket | Complexe Marcel Cerdan (2200 places) et Gymnase Paul Bert (900 places) | Poissy et Chatou     |
| Chorale Roanne       | Halle André-Vacheresse (3085 places)                                   | Roanne               |
| Spacer's Toulouse    | Gymnase Compans-Caffarelli (3 000 places)                              | Toulouse             |
| CO Saint-Brieuc      | Salle Steredenn (3058 places)                                          | Saint-Brieuc         |
| Tours BC             | Palais des Sports (3100 places)                                        | Tours                |
| ASJA Vichy           | Salle Pierre Coulon (1800 places)                                      | Vichy                |

## Saison régulière

### Classement de la saison régulière[1]
| Rang | Équipe                     | Pts | J  | G  | P  | Pp   | Pc   | Diff |
| ---- | -------------------------- | --- | -- | -- | -- | ---- | ---- | ---- |
| 1    | Spacer's Toulouse          | 57  | 30 | 27 | 3  | 2613 | 2187 | 426  |
| 2    | ESPE Châlons               | 52  | 30 | 22 | 8  | 2379 | 2207 | 172  |
| 3    | Maurienne SB               | 50  | 30 | 20 | 10 | 2386 | 2253 | 133  |
| 4    | Angers BC (+15)            | 48  | 30 | 18 | 12 | 2377 | 2350 | 27   |
| 5    | STB Le Havre (-15)         | 48  | 30 | 18 | 12 | 2475 | 2398 | 77   |
| 6    | JL Bourg P                 | 46  | 30 | 16 | 14 | 2429 | 2297 | 132  |
| 7    | Poissy Chatou Basket (+39) | 45  | 30 | 15 | 15 | 2444 | 2407 | 37   |
| 8    | Hyères Toulon VB (-16)     | 45  | 30 | 15 | 15 | 2396 | 2354 | 42   |
| 9    | Hermine Nantes (-23)       | 45  | 30 | 15 | 15 | 2337 | 2408 | -71  |
| 10   | AS Golbey-Épinal P         | 44  | 30 | 14 | 16 | 2338 | 2297 | 41   |
| 11   | Étendard Brest             | 42  | 30 | 12 | 18 | 2382 | 2253 | 129  |
| 12   | CO Saint-Brieuc (+7)       | 41  | 30 | 11 | 19 | 2358 | 2439 | -81  |
| 13   | Tours BC (-7)              | 41  | 30 | 11 | 19 | 2360 | 2552 | -192 |
| 14   | Chorale Roanne             | 40  | 30 | 10 | 20 | 2299 | 2412 | -113 |
| 15   | ASJA Vichy                 | 39  | 30 | 9  | 21 | 2363 | 2539 | -176 |
| 16   | Caen Horses                | 37  | 30 | 7  | 23 | 2277 | 2560 | -283 |

|     | Promotion en Pro A               |
|     | Qualification pour les Play-offs |
|     | Relégué                          |
| (P) | Promu 1996                       |

### Leaders saison régulière[2]
| Catégorie                  | Joueur            | Équipe            | Statistiques |
| -------------------------- | ----------------- | ----------------- | ------------ |
| Points par match           | Shon Tarver       | Tours BC          | 24,2         |
| Rebonds par match          | Geoff Lear        | Hyères-Toulon VB  | 11,5         |
| Passes décisives par match | Christian Cléante | ESPE Châlons      | 7,9          |
| Interceptions par match    | Stanley Brundy    | Maurienne SB      | 3,5          |
| Contres par match          | Khari Jaxon       | Spacer's Toulouse | 2,4          |
| % aux lancer-francs        | Jim Bartels       | Maurienne SB      | 85,1 %       |
| % à 3 points               | Jean-Manuel Sousa | STB Le Havre      | 51,7 %       |

## Playoffs

### Matchs des playoffs
|  | Quarts de finale         | Quarts de finale | Quarts de finale | Quarts de finale         |                       |       | Demi-finales | Demi-finales | Demi-finales | Demi-finales |  |  | Finale | Finale | Finale | Finale | Finale | Finale |
|  |                          |                  |                  |                          |                       |       |              |              |              |              |  |  |        |        |        |        |        |        |
|  |                          |                  |                  |                          |                       |       |              |              |              |              |  |  |        |        |        |        |        |        |
|  |                          |                  |                  |                          |                       |       |              |              |              |              |  |  |        |        |        |        |        |        |
|  | (1) Spacer'sToulouse     | 78               | 94               |                          |                       |       |              |              |              |              |  |  |        |        |        |        |        |        |
|  | (1) Spacer'sToulouse     | 78               | 94               |                          |                       |       |              |              |              |              |  |  |        |        |        |        |        |        |
|  | (8) Hyères-Toulon VB     | 63               | 88               |                          |                       |       |              |              |              |              |  |  |        |        |        |        |        |        |
|  | (8) Hyères-Toulon VB     | 63               | 88               | (1) Spacer's Toulouse    | 90                    | 76    | 88           |              |              |              |  |  |        |        |        |        |        |        |
|  |                          |                  |                  |                          | 90                    | 76    | 88           |              |              |              |  |  |        |        |        |        |        |        |
|  |                          | (5) STB Le Havre | 77               | 83                       | 75                    |       |              |              |              |              |  |  |        |        |        |        |        |        |
|  | (4) Angers BC            | (5) STB Le Havre | 77               | 83                       | 75                    | 78    | 79           | 92 ap        |              |              |  |  |        |        |        |        |        |        |
|  | (4) Angers BC            |                  |                  |                          |                       | 78    | 79           | 92 ap        |              |              |  |  |        |        |        |        |        |        |
|  | (5) STB Le Havre         | 84               | 74               | 94 ap                    |                       |       |              |              |              |              |  |  |        |        |        |        |        |        |
|  | (5) STB Le Havre         | 84               | 74               | 94 ap                    | (1) Spacer's Toulouse | 77    | 56           |              |              |              |  |  |        |        |        |        |        |        |
|  |                          |                  |                  |                          | (1) Spacer's Toulouse | 77    | 56           |              |              |              |  |  |        |        |        |        |        |        |
|  |                          | (3) Maurienne SB | 80               | 64                       |                       |       |              |              |              |              |  |  |        |        |        |        |        |        |
|  | (2) ESPE Châlons         | (3) Maurienne SB | 80               | 64                       | 73                    | 55    |              |              |              |              |  |  |        |        |        |        |        |        |
|  | (2) ESPE Châlons         |                  |                  |                          |                       | 55    |              |              |              |              |  |  |        |        |        |        |        |        |
|  | (7) Poissy-Chatou Basket | 77               | 71               |                          |                       |       |              |              |              |              |  |  |        |        |        |        |        |        |
|  | (7) Poissy-Chatou Basket | 77               | 71               | (7) Poissy-Chatou Basket | 68                    | 72 ap | 58           |              |              |              |  |  |        |        |        |        |        |        |
|  |                          |                  |                  |                          | 68                    | 72 ap | 58           |              |              |              |  |  |        |        |        |        |        |        |
|  |                          | (3) Maurienne SB | 80               | 66 ap                    | 72                    |       |              |              |              |              |  |  |        |        |        |        |        |        |
|  | (3) Maurienne SB         | (3) Maurienne SB | 80               | 66 ap                    | 72                    | 73    | 60           | 79           |              |              |  |  |        |        |        |        |        |        |
|  | (3) Maurienne SB         |                  |                  |                          |                       | 73    | 60           | 79           |              |              |  |  |        |        |        |        |        |        |
|  | (6) JL Bourg             | 69               | 67               | 53                       |                       |       |              |              |              |              |  |  |        |        |        |        |        |        |
|  | (6) JL Bourg             | 69               | 67               | 53                       |                       |       |              |              |              |              |  |  |        |        |        |        |        |        |
|  |                          |                  |                  |                          |                       |       |              |              |              |              |  |  |        |        |        |        |        |        |

## Sources
Maxi-basket
20 ans de basket pro